# Cimetière Sainte-Hélène de Strasbourg
Le cimetière Sainte-Hélène est un très ancien cimetière, situé aux portes de Strasbourg et géré par cette commune dont l'entrée principale se trouve près de la place de Haguenau, à l'intersection de la route de Brumath et de la route de Bischwiller à Schiltigheim, à l'ombre de l'autoroute A35.

## Histoire

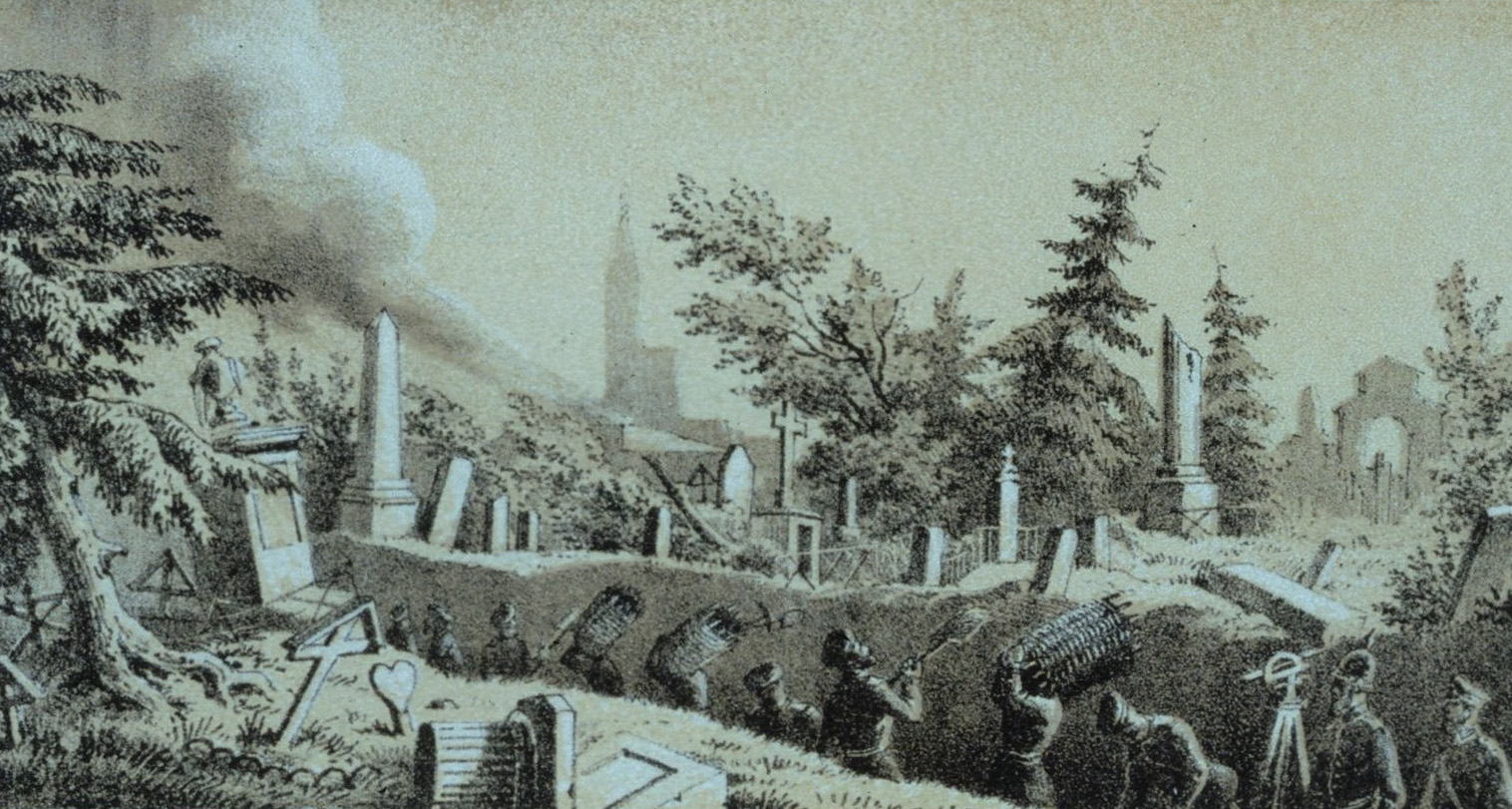
Charles Jules Broutta, Le cimetière Sainte-Hélène, 1870.

Le cimetière a été créé en 1527, sur l'emplacement de l'ancienne église Sainte-Hélène (Rotenkirche), succédant au cimetière médiéval qui entourait cette église auparavant. Une léproserie se trouvait à proximité.
La partie nord du cimetière est fortifiée en 1815 pour la défense de Strasbourg. Après la cession de l'Alsace et de la Lorraine à l'Allemagne au lendemain de la guerre de 1870, Strasbourg, devenue capitale du nouveau Reichsland, se développe rapidement et le cimetière connaît alors une extension importante entre 1871 et 1918, devenant le lieu de sépulture de nombreuses personnalités.

## Personnalités

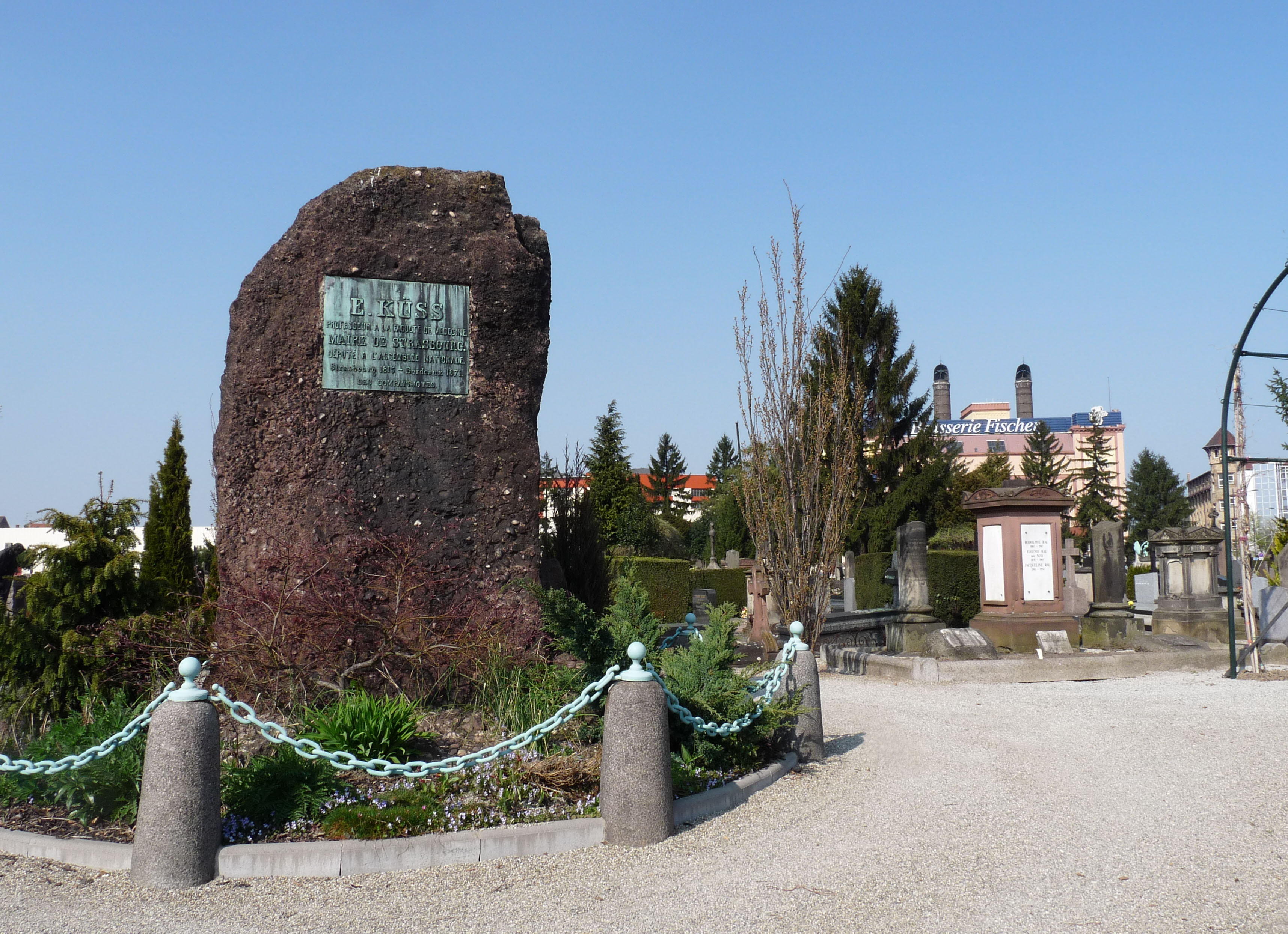
Stèle en grès rose à la mémoire du maire Émile Küss

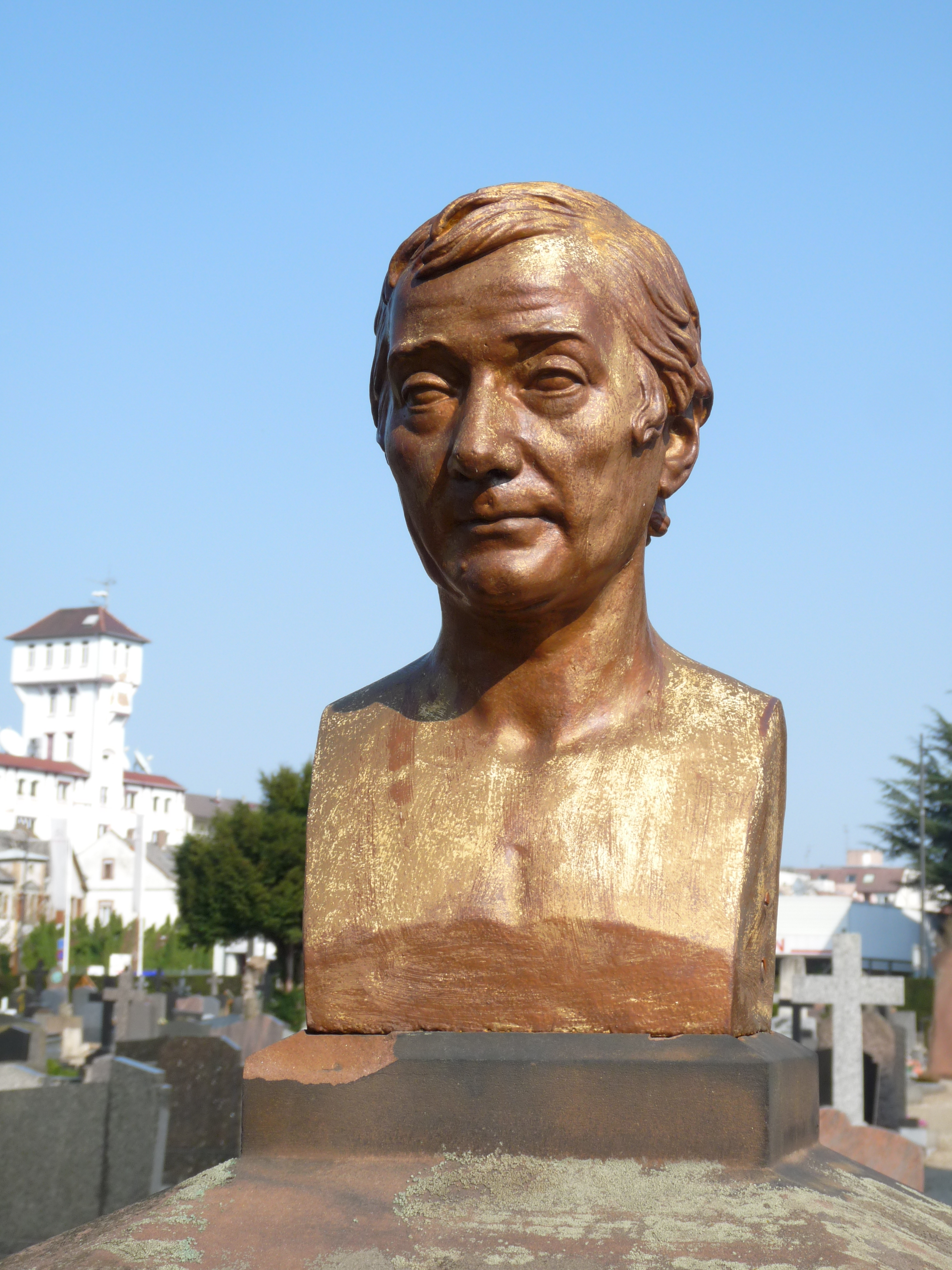
Buste de Jean-Baptiste Schwilgué

Parmi les personnalités inhumées au cimetière Sainte-Hélène figurent plusieurs anciens maires de Strasbourg, notamment Émile Küss – dont la grande stèle en grès rose à poudingue se dresse au carrefour central du cimetière –, également Jean-Louis-Édouard Kratz et Charles Altorffer, l'historien et conservateur de musées Adolphe Seyboth, le restaurateur de l’horloge astronomique de la cathédrale de Strasbourg Jean-Baptiste Schwilgué, le sculpteur-orfèvre Joachim-Frédéric Kirstein, le médecin et professeur de botanique Frédéric Kirschleger, le magistrat-poète Auguste Lamey, le professeur de théologie protestante Jean-Frédéric Bruch, le pasteur et théologien Charles Théodore Gérold, les chirurgiens Jean Lobstein et Eugène Koeberlé, le chimiste et manufacturier Jean-Michel Haussmann, Johann Carolus, éditeur de la première gazette hebdomadaire du monde, et le géophysicien et sismologue Edmond Rothé, premier directeur de l'institut de physique du globe de Strasbourg. 
Les monuments funéraires en grès rose caractéristiques du sculpteur André Friederich sont bien représentés : il réalisa, outre ceux du peintre Gabriel-Christophe Guérin, du notaire et conseiller municipal Jean-Jacques Weigel et de quelques autres personnes moins connues, le monument de sa première épouse Maria Anna, morte en couches, et celui de sa fille Amélie, disparue à 24 ans. Cette dernière tombe abrite également sa propre sépulture et celle de sa seconde femme Marie-Antoinette.
Des enclos sont réservés aux sépultures de grandes familles aristocratiques et bourgeoises, telles que les Dietrich, les Turckheim, les Schützenberger, les Œsinger ou les Herrenschmidt. 
Une tombe collective réunit les corps des soldats tombés lors du siège de Strasbourg en 1870.

## Enclos de famille
Enclos des familles Dietrich et Turckheim
Un obélisque en grès jaune signale la tombe de Sybille Louise Ochs (1755-1806), épouse de Philippe Frédéric de Dietrich (1748-1793). Après des études de droit - où il côtoie Goethe inscrit à la Faculté de Droit en 1770 la même année que lui, le baron Philippe-Frédéric de Dietrich fréquente les milieux éclairés de son temps et est en relation avec de nombreuses sociétés savantes en Europe (avec un intérêt marqué pour la minéralogie). Il joue un rôle important au moment de la Révolution comme "commissaire royal" en 1789 et met en place la Garde Nationale de Strasbourg. Philippe-Frédéric de Dietrich est aussi le premier maire de Strasbourg, de 1790 à 1792. 
C'est à son initiative qu'un jeune capitaine du Génie, nommé Rouget de l'Isle, compose dans la nuit du 25 au 26 avril 1792 le "Chant de guerre pour l'armée du Rhin" qui deviendra la "Marseillaise", l'hymne national de la France. 
Philippe de Dietrich est guillotiné à Paris le 29 décembre 1793.
Jean-Frédéric de Turckheim a été maire de Strasbourg de 1830 à 1835.
Monument de la famille Schützenberger (Georges-Fréderic)
Après des études de droit, Georges-Frédéric Schützenberger (1799-1859) s'inscrit au Barreau de Strasbourg en 1824. Ses liens avec les milieux libéraux lui permettent de prendre place dans l'opposition après la révolution de 1830. Il participe à la réorganisation de la Garde Nationale et devient marie de la Ville de Strasbourg de 1837 à 1848 et député du Bas-Rhin de 1841 à 1845. Mais c'est surtout par l'action importante qu'il a engagé pour le réaménagement urbain et la modernisation et l'assainissement de la ville que son nom reste connu. On lui doit, en particulier, le réaménagement des grands jardins - alors extra-urbains - des Contades, du Wacken et de l'Orangerie, l'éclairage au gaz des rues et l'aménagement des quais de l'Ill. Les Schützenberger sont également l'une des grandes dynasties de brasseurs strasbourgeois.
Enclos de la famille Oesinger
Les Oesinger sont une dynastie de maîtres de forges, dont les usines étaient installées à Klingenthal, près d'Obernai. La tombe de Charles Frédéric Oesinger (1763-1816), qui a appartenu à la Loge Isis fondée par Cagliostro, est l'une des plus anciennes de cet enclos. Elle est caractéristique de la période néo-classique : deux socles cubiques superposés sont ornés d'un angelot tenant un flambeau renversé en train de s'éteindre. À remarquer, l'inscription funéraire en latin gravée sur l'une des faces du monument. Plusieurs membres de la famille Œsinger exercent des fonctions politiques aux XVIIe, XVIIIe, XIXe et XXe siècles.
Enclos des familles Herrenschmidt et Imlin
Dans ce vaste enclos, l'un des monuments les plus anciens est celui de Charles Herrenschmidt (1816-1848) et d'Élise Imlin (1824-1853). Il regroupe une imposante série de dalles inclinées, rappelant le souvenir des membres de cette grande famille d'industriels protestants établie en Alsace dès la fin du XVIIe siècle et qui a joué un rôle important dans la vie économique régionale. Plusieurs de ses membres ont exercé des fonctions de pasteur, mais aussi de médecin, de banquier et d'architecte, parfois en parallèle à une carrière politique. Une avenue de Strasbourg porte leur nom.

## Illustrations

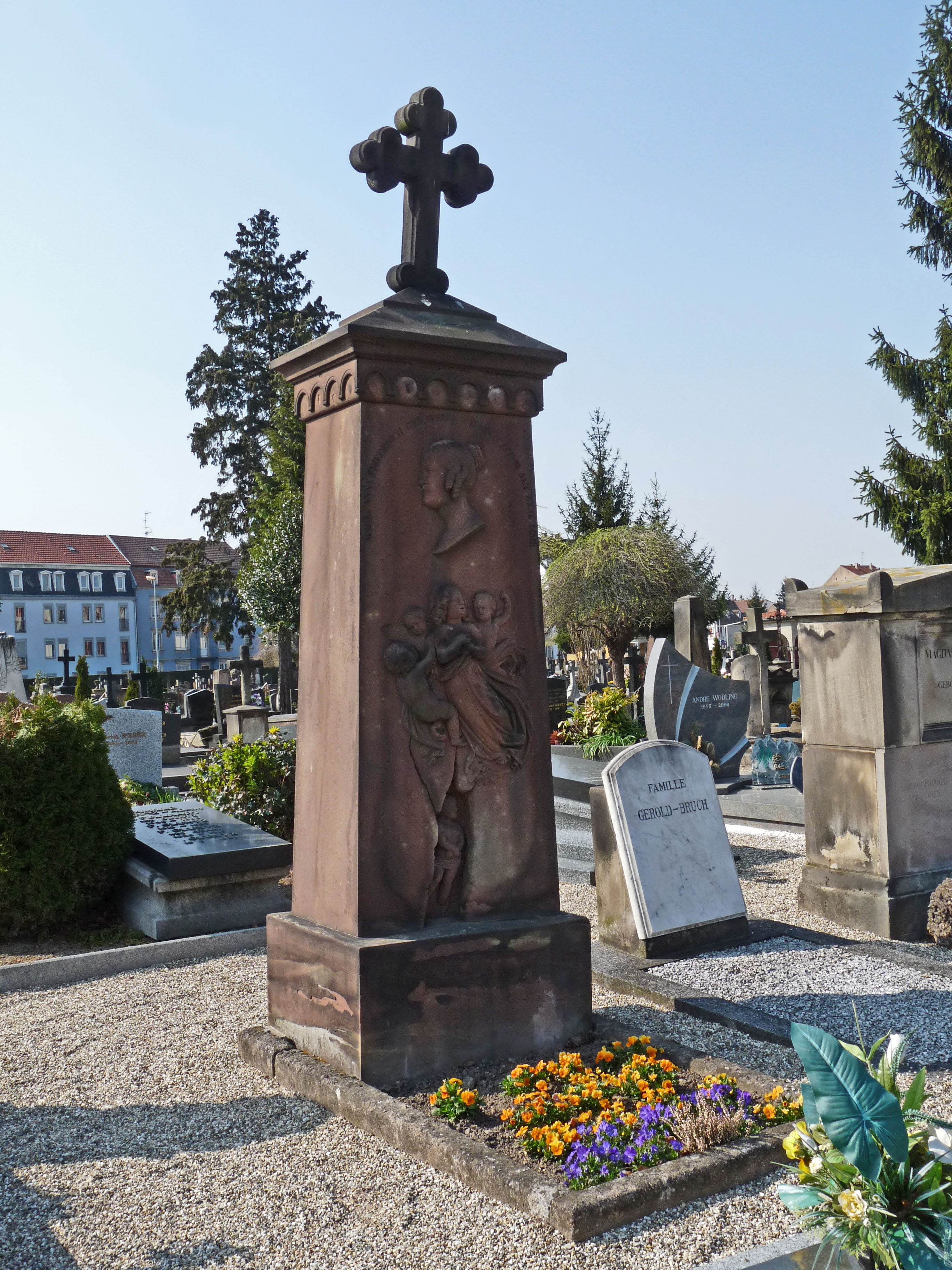
Sépulture de Maria Anna Friederich (1807-1838), première épouse morte en couches du sculpteur André Friederich.
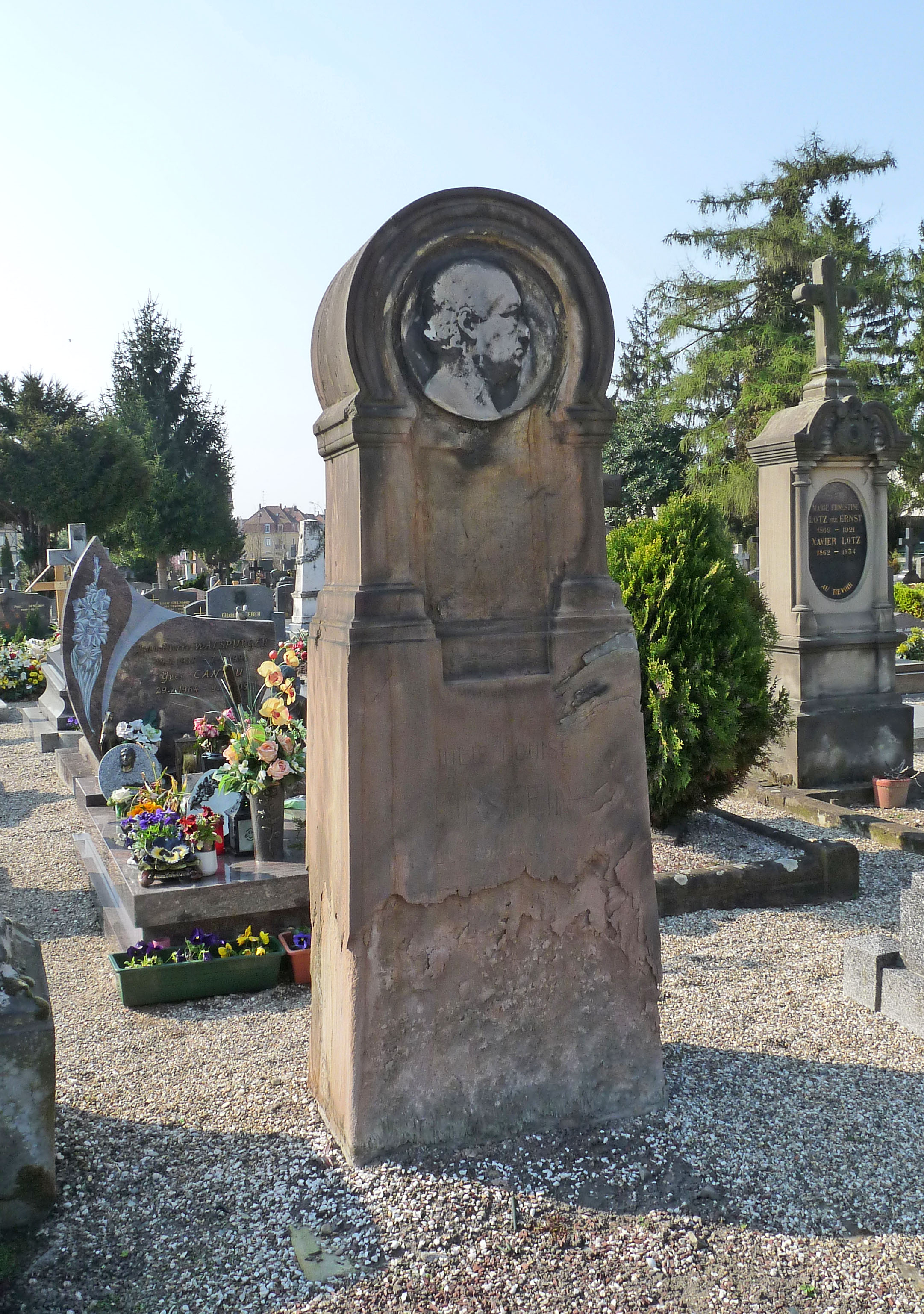
Sépulture du sculpteur Joachim Kirstein.
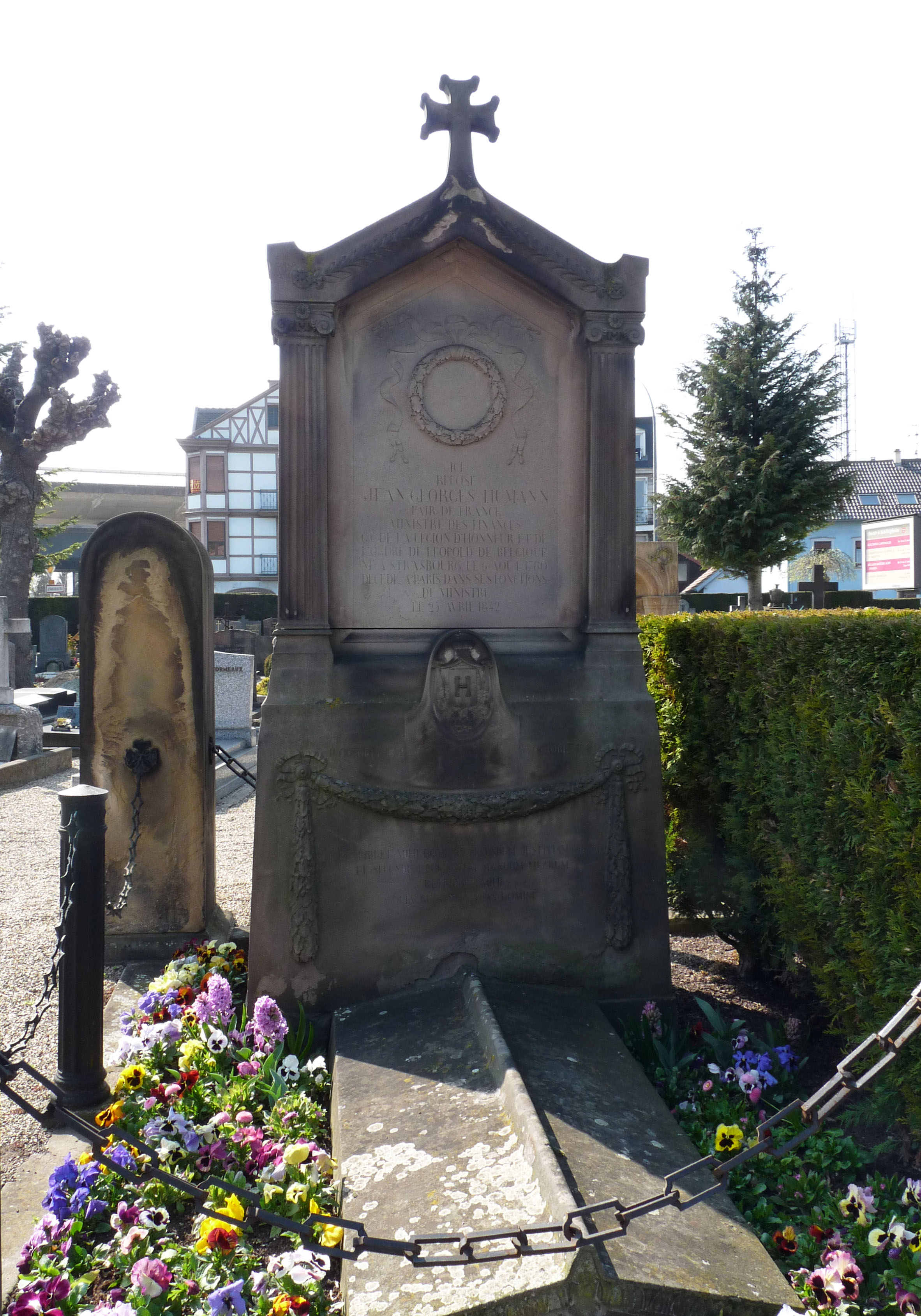
Tombe de Georges Humann (1780-1842), ministre des Finances sous la Monarchie de Juillet.